# Charles Cruchon
Charles Cruchon (Paris, 20 de maio de 1883 – Paris, 28 de fevereiro de 1956) foi um ciclista profissional da França.

## Participações no Tour de France
- Tour de France 1908 : abandonou
- Tour de France 1909 : abandonou
- Tour de France 1910 : 5º colocado na classificação geral
- Tour de France 1911 : 7º colocado na classificação geral
- Tour de France 1912 : abandonou
- Tour de France 1913 : abandonou
- Tour de France 1914 : 35º colocado na classificação geral